# Villa differens
Villa differens är en tvåvingeart som beskrevs av Hall 1976. Villa differens ingår i släktet Villa och familjen svävflugor. Inga underarter finns listade i Catalogue of Life.